# Alfredo Deza
Alfredo Deza (ur. 24 sierpnia 1979 w Lobitos) – peruwiański lekkoatleta specjalizujący się w skoku wzwyż.
Skokiem wzwyż zajmował się od 11 roku życia kiedy to osiągnął wynik 1,65 m. W 1995 zadebiutował na mistrzostwach Ameryki Południowej juniorów, a w 1996 był trzynasty w eliminacjach na mistrzostwach świata juniorów. W kolejnych dwóch edycjach mistrzostw kontynentu juniorów (w 1996 i 1997) zdobywał odpowiednio złote i srebrne medale. Sięgnął po srebro mistrzostw panamerykańskich juniorów w 1997. 17 maja 1998 zdobył juniorskie mistrzostwo Ameryki Południowej, a ponad dwa miesiące później, 31 lipca, wywalczył tytuł mistrza świata juniorów stając się pierwszym i jedynym w historii peruwiańskiej lekkoatletyki medalistą juniorskich mistrzostw świata. Złoto Alfredo Dezy było także pierwszym medalem w historii występów Peruwiańczyków w zawodach lekkoatletycznych na igrzyskach olimpijskich oraz innych międzykontynentalnych zawodach rangi mistrzowskiej w tej dyscyplinie sportu. Na koniec sezonu 1998, 26 grudnia w Limie, wynikiem 2,24 m ustanowił juniorski rekord kontynentu południowoamerykańskiego. W roku 1999 zadebiutował na igrzyskach panamerykańskich zajmując na zawodach w Kanadzie ósmą lokatę, a w 2000 był szósty podczas mistrzostw ibero-amerykańskich. Pierwszy medal w karierze seniorskiej zdobył w 2001 roku kiedy został wicemistrzem Ameryki Południowej. W roku 2003 był dziesiąty na igrzyskach panamerykańskich oraz zdobył brąz mistrzostw Ameryki Południowej. W eliminacjach podczas mistrzostw świata nie uzyskał wysokości gwarantującej kwalifikację do zawodów. W roku 2004 był trzeci na mistrzostwach ibero-amerykańskich oraz odpadł w eliminacjach – podczas swojego jedynego występu na imprezie tej rangi – igrzysk olimpijskich w Atenach.
Jego ojciec Alfredo Deza Fuller, który w ciągu kariery sportowej syna był jego trenerem, w młodości biegał na 110 metrów przez płotki zdobywając w tej konkurencji medale mistrzostw Ameryki Południowej. Matka Alfredo Dezy była lekkoatletką uprawiającą rzut dyskiem.
Rekordami życiowymi były wysokości 2,27 m (26 lipca 2003, w Limie na stadionie) i 2,18 m (21 lutego 1998, Pocatello w hali).

## Osiągnięcia
| Rok  | Impreza                                  | Miejsce           | Lokata            | Wynik |
| ---- | ---------------------------------------- | ----------------- | ----------------- | ----- |
| 1995 | Mistrzostwa Ameryki Południowej juniorów | Santiago          | 6. miejsce        | 2,00  |
| 1996 | Mistrzostwa Ameryki Południowej juniorów | Bucaramanga       | 1. miejsce        | 2,12  |
| 1996 | Mistrzostwa świata juniorów              | Sydney            | el. – 13. miejsce | 2,10  |
| 1997 | Mistrzostwa panamerykańskie juniorów     | Hawana            | 4. miejsce        | 2,06  |
| 1997 | Mistrzostwa Ameryki Południowej juniorów | San Carlos        | 2. miejsce        | 2,06  |
| 1998 | Mistrzostwa Ameryki Południowej juniorów | Cordoba           | 1. miejsce        | 2,23  |
| 1998 | Mistrzostwa świata juniorów              | Annecy            | 1. miejsce        | 2,21  |
| 1999 | Igrzyska panamerykańskie                 | Winnipeg          | 8. miejsce        | 2,15  |
| 2000 | Mistrzostwa ibero-amerykańskie           | Rio de Janeiro    | 6. miejsce        | 2,10  |
| 2001 | Mistrzostwa Ameryki Południowej          | Manaus            | 2. miejsce        | 2,20  |
| 2003 | Igrzyska panamerykańskie                 | Santo Domingo     | 10. miejsce       | 2,13  |
| 2003 | Mistrzostwa Ameryki Południowej          | Barquisimeto      | 3. miejsce        | 2,16  |
| 2003 | Mistrzostwa świata                       | Paryż Saint Denis | el. –             | NM    |
| 2004 | Mistrzostwa ibero-amerykańskie           | Huelva            | 3. miejsce        | 2,21  |
| 2004 | Igrzyska olimpijskie                     | Ateny             | el. – 35. miejsce | 2,10  |